# Entephria punctatissima
Entephria punctatissima är en fjärilsart som beskrevs av W. Warren 1893. Entephria punctatissima ingår i släktet Entephria och familjen mätare. Inga underarter finns listade i Catalogue of Life.